# Geburtstrauma
Mit dem Begriff Geburtstrauma werden sowohl physische als auch psychische Beeinträchtigungen des Babys bezeichnet, die in Folge des Geburtsvorgangs auftreten. Der Begriff des Traumas wurde zunächst in der Medizin verwendet und bezeichnet eine durch äußere Gewalteinwirkung hervorgerufene Verletzung oder Verwundung. An diese ursprüngliche Bedeutung lehnt sich auch die Bedeutung von „Trauma“ im Bereich der Psychologie an (Psychotrauma).

## Physisches Geburtstrauma

Geburtsphasen

Im körperlichen Bereich bezeichnet Geburtstrauma Verletzungen des Gewebes und der Organe in Folge von physischen Kräften, die während des Geburtsvorgangs wirken. Der Begriff umfasst dabei auch Langzeitfolgen wie beispielsweise Beeinträchtigungen des Gehirns bzw. kognitiver Funktionen, die verbunden sind mit Schädel- oder Hirnverletzungen. Geburtsverletzungen stellen ein eigenes medizinisches Gebiet dar. Im ICD-10 referieren die Codes P10 bis P15 auf spezifische Beeinträchtigungen.
Man unterscheidet zwischen Hirnverletzungen, die durch Geburtstraumen verursacht werden, und solchen, die durch intrauterine Asphyxie entstehen. Im engeren Sinn des Wortes bezeichnet also Geburtstrauma nur diejenigen Schädigungen, die durch mechanische Krafteinwirkungen entstehen, nicht im Zeitraum der Geburt auftretenden Schädigungen durch Sauerstoffmangel, Mangel an Gerinnungsfaktoren oder Durchblutungsstörungen.
Folgewirkungen einer traumatischen Geburt können Baby und Mutter betreffen. Geburtstraumen gelten als selten in der westlichen Welt verglichen mit entsprechenden Häufigkeiten in der Dritten Welt. Im Westen entstehen Geburtsfolgeschäden bei 1,1 % der Geburten. Zahlreiche körperliche Bedingungen erhöhen die Wahrscheinlichkeit für das Auftreten von Geburtsschäden, darunter:
- Missverhältnis zwischen kindlichem Kopf und Becken der Mutter
- Überstürzte Geburt
- verspätete und verzögerte Geburt
- abnorme Geburtspositionen (z. B. Beckenendlage)
- Scheitelbeineinstellung (Asynklitismus)
- geburtshilfliche Eingriffe
- Geburtseinleitung
- Vakuumextraktion und Zangengeburt[4]
- Multiparität
- Frühgeburt
- Mehrlingsschwangerschaft (kleine Kinder)
- Placenta praevia
- Polyhydramnion
- fetale Fehlbildungen
- Uterusfehlbildungen
- Tumoren im kleinen Becken
- (selten ein) enges Becken

Beim Neugeborenen kann eine Reihe von Störungsbildern infolge der Geburt verursacht werden. Die Kindliche Plexusparese beispielsweise entsteht bei 0,4 bis 5,1 Babys pro 1000 Geburten, davon abzugrenzen ist die Epiphyseolysis capitis humeri.
Kopftraumen und Hirnschädigungen während der Geburt können unterschiedliche Krankheitsbilder bewirken, darunter die Geburtsgeschwulst, das Kephalhämatom und verschiedene Formen intrakranieller Blutungen.
Die häufigste Fraktur, die während der Geburt entstehen kann, ist der Bruch des Schlüsselbeins (Klavikulafraktur) bei 0,5 % der Geburten.
Weitere typische Geburtsschäden sind: Hämatom im Musculus sternocleidomastoideus evtl. mit Schiefhals, Fazialisparese, Obere Plexuslähmung (Erb-Duchenne), Untere Plexuslähmung (Klumpke) beide siehe Plexus brachialis, Hypopituitarismus durch Abriss des Hypophysenstieles und die Luxation des Nasenknorpels.
Illustration eines Armvorfalls bei der Geburt und geburtshilfliches Vorgehen

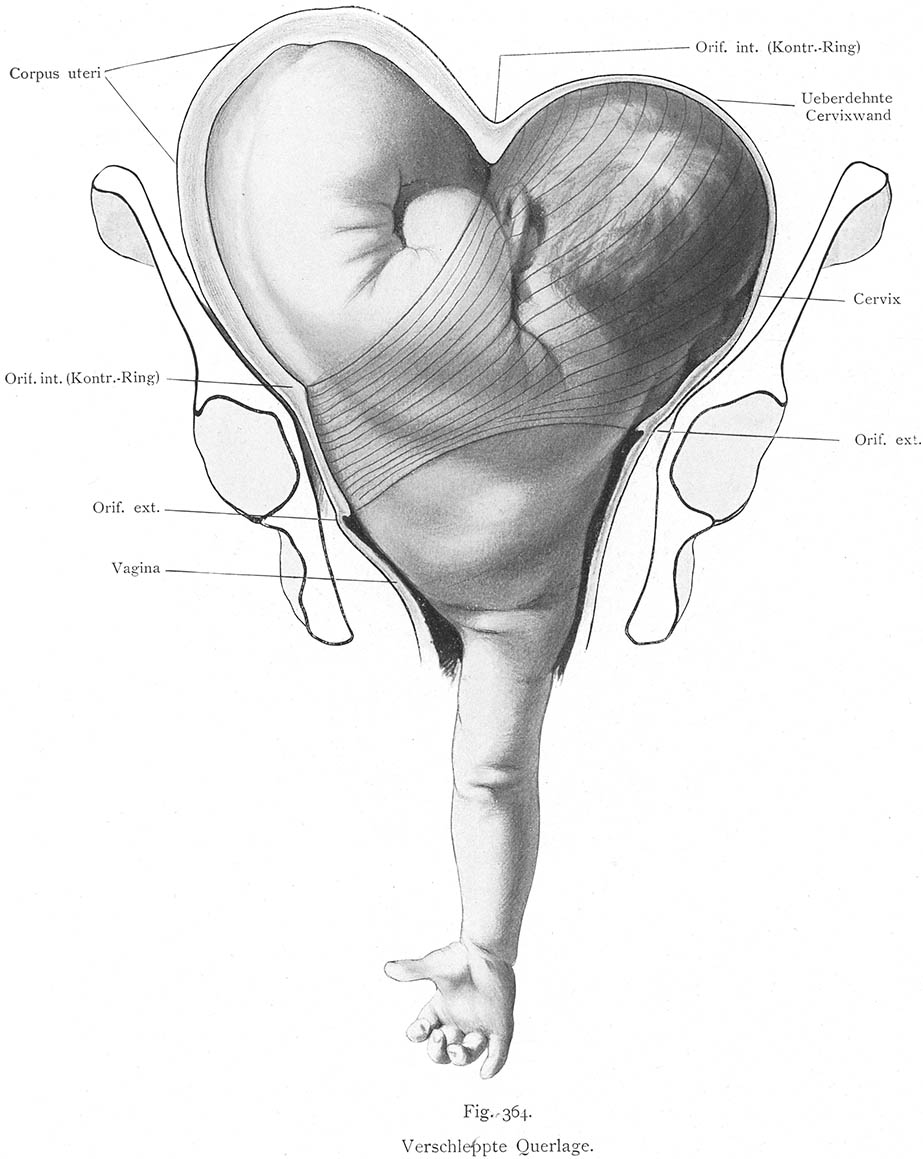
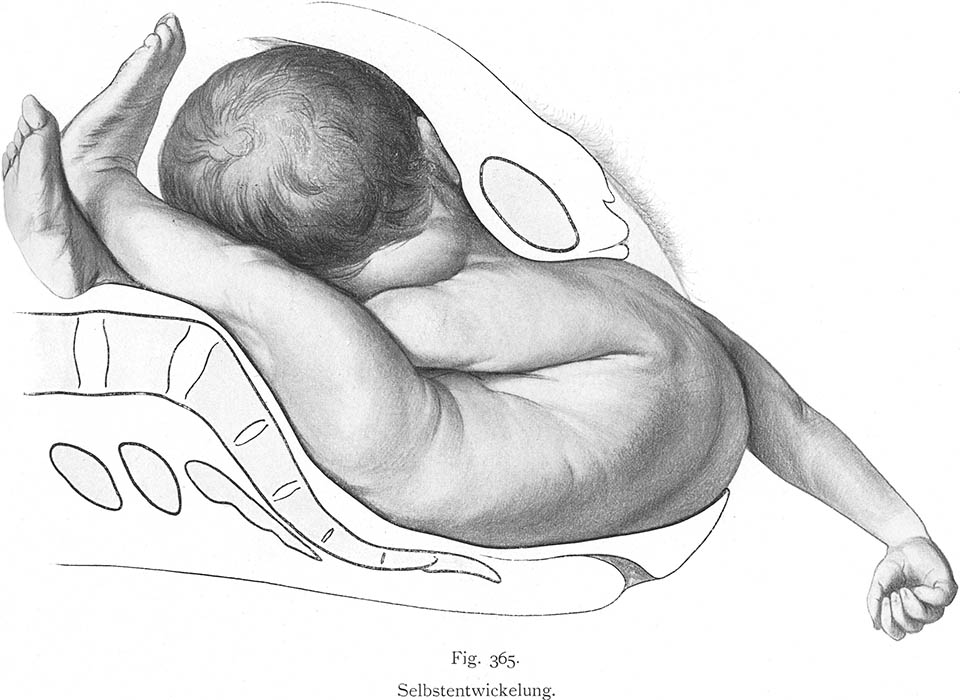
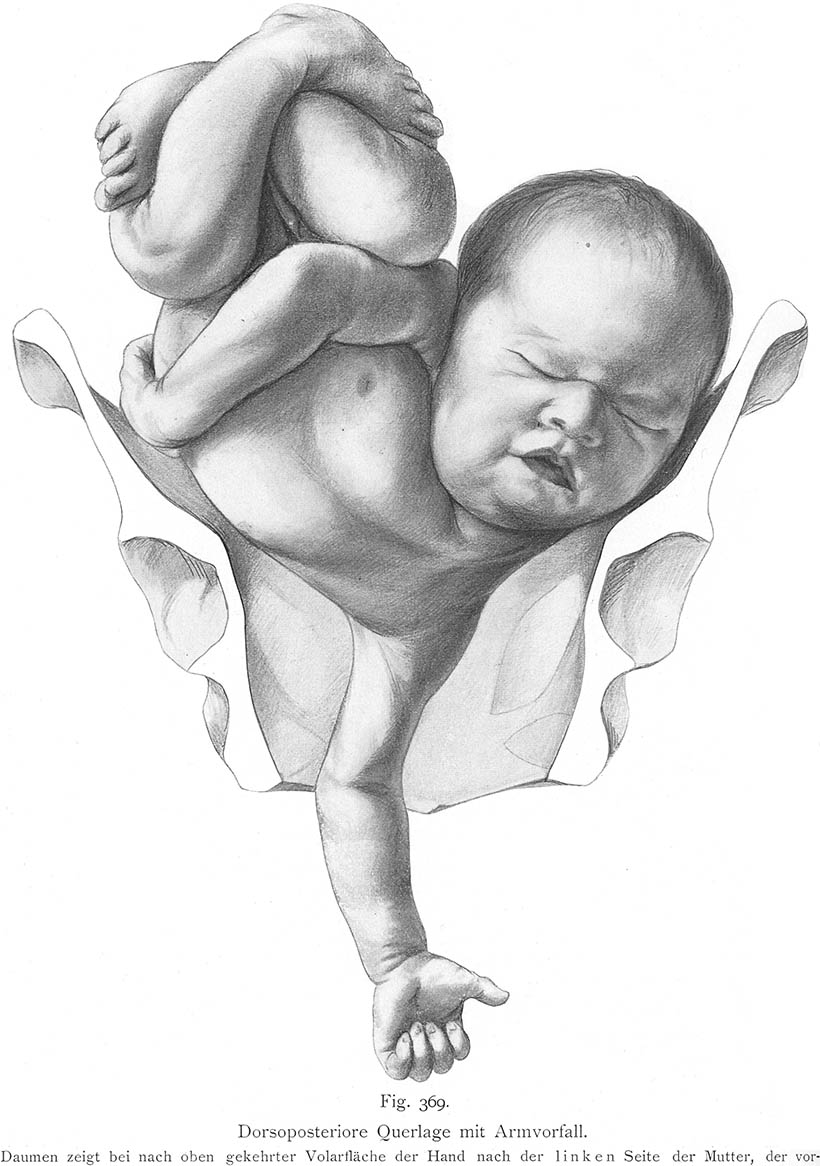
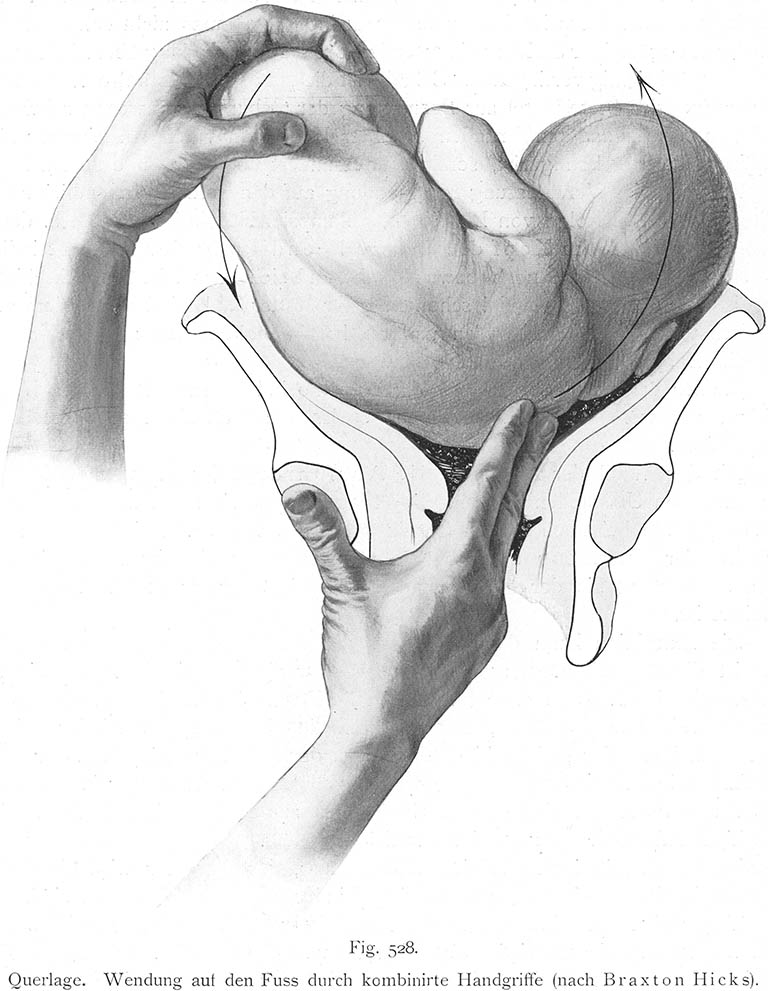
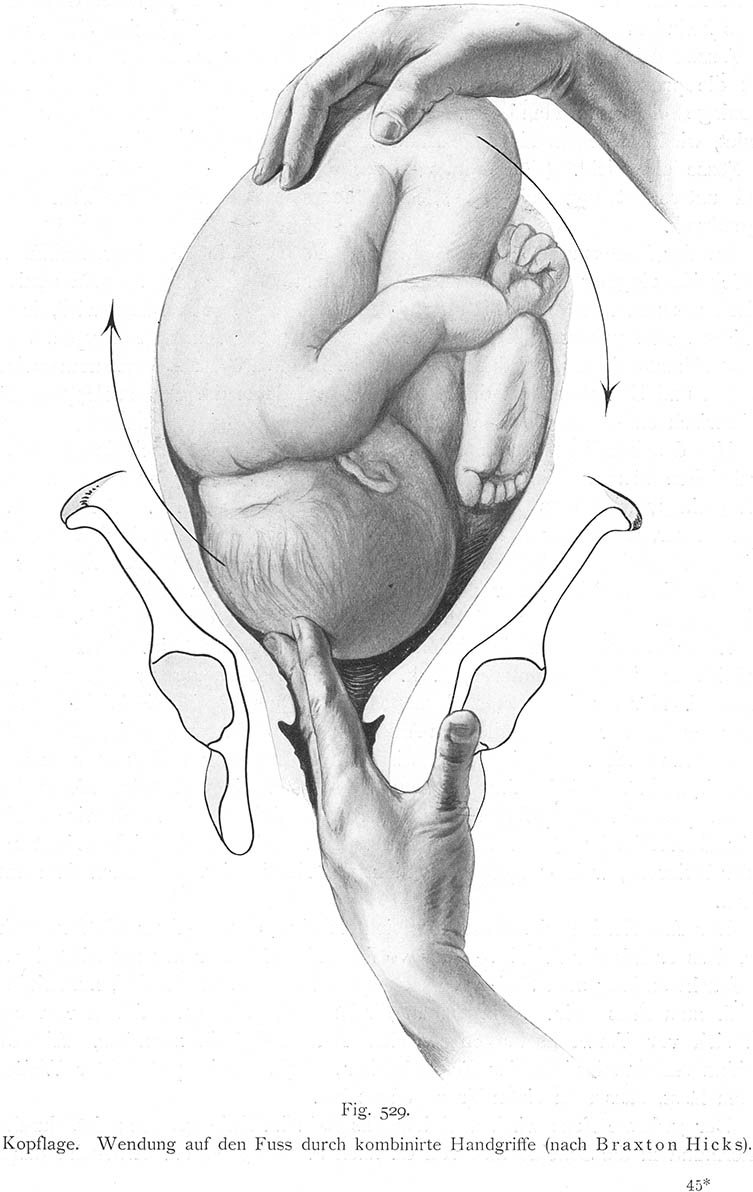

## Evolutionär bedingte Besonderheiten der Geburt beim Menschen

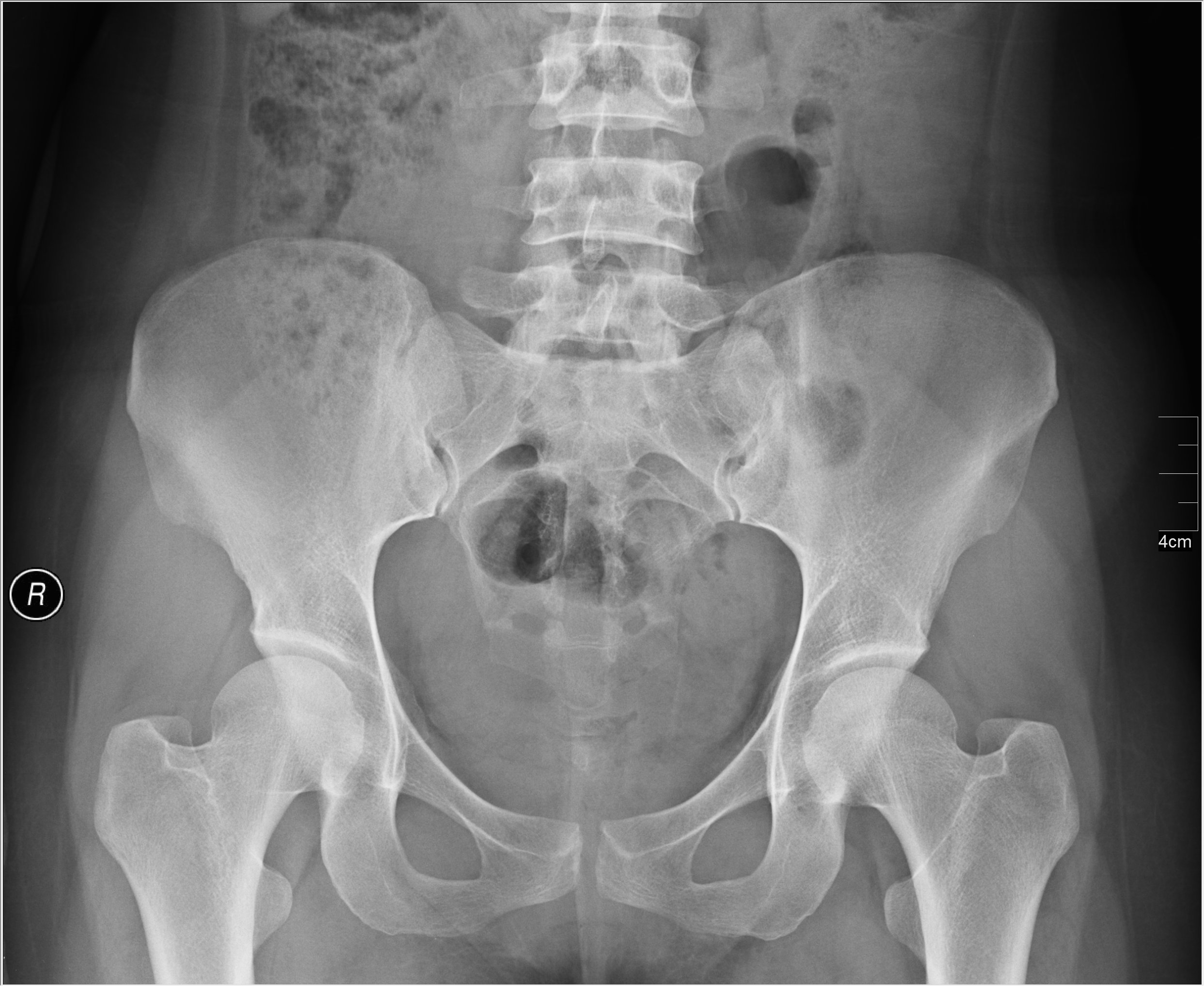
Röntgenbild eines weiblichen Beckens

Die Geburt des Menschen ist geprägt von körperlichen Besonderheiten, die im evolutionären Prozess der Hominisation entstanden sind. Bei der Entwicklung des aufrechten, zweibeinigen Ganges entstand eine Vielzahl von Veränderungen des Skeletts und der Skelettmuskeln. Im Zusammenhang mit der Geburt sind insbesondere die Anpassungen der Wirbelsäule und des Beckengürtels relevant.
Der so entstandene Beckenkanal, den der Fötus bei der Geburt durchqueren muss, ist im Vergleich mit allen anderen Menschenartigen sehr eng. Seine Innenmaße sind nahezu identisch mit der Kopfgröße des Neugeborenen. Infolge des evolutionären Wachstums des Gehirns (Zerebralisation) ist der menschliche Schädel im Vergleich zu den Schädeln anderer Primaten sehr groß. Auch die Breite der Schultern spielt hier eine größere Rolle, übertrifft sie doch die Breite des fötalen Schädels. Das evolutionär entstandene Verhältnis von Schädelgröße des Kindes und Größe des Beckenrings der Mutter führt dazu, dass „Mutter und Neugeborenes ein beträchtliches Risiko für eine traumatische Geburt“ tragen.
Beim Geburtsvorgang müssen sich der große Kopf und die breiten Schultern durch den relativ engen Geburtskanal bewegen. Der Geburtsvorgang blieb zwar ein normaler biologischer Vorgang, aber wegen der erwähnten evolutionären Besonderheiten ergibt sich eine besonders komplizierte Geburtsmechanik, die jede Geburt schwierig macht. Der kindliche Kopf muss dabei eine komplizierte Schraubenbewegung durch das mütterliche Becken ausführen. Dabei kann das Kind steckenbleiben, insbesondere wenn aufgrund eines besonders ausgeprägten Missverhältnisses zwischen mütterlichem Becken und kindlichem Kopf die Vorwärtsbewegung nicht angemessen erfolgen kann. Das empfindliche Gehirn des Kindes wird von den beweglichen Knochenplatten des Schädels geschützt. Ein Verknöchern erfolgt erst nach der Geburt. Der menschliche Schädel entwickelte auf diese Weise evolutionär die Besonderheit der Verformbarkeit, damit der vaginale Geburtskanal passiert werden kann. Diese Verformungen finden wohl an einer evolutionsbiologisch erreichten Grenze statt und gefährden das Gehirn des Kindes. Die oben erwähnten möglichen Verletzungen des Schädels und des Gehirns sind Folge dieser anatomischen Besonderheiten.
Nach der erfolgten Geburt ergeben sich weitere physiologische Umstellungen mit jeweils eigenen Risiken: Das Neugeborene muss auf die Lungenatmung umstellen, es muss Nahrung oral zu sich nehmen, und es ist ungleich stärker als vorher den Reizen der Außenwelt ausgesetzt. Ein Stressgeschehen kann hierzu angenommen werden.

## Psychisches Geburtstrauma
Im Zusammenhang mit vor allem negativen psychischen Folgewirkungen der Geburt wird ebenfalls der Begriff Geburtstrauma verwendet. Er geht wohl auf Otto Rank zurück, der 1924 das Buch Das Trauma der Geburt und seine Bedeutung für die Psychoanalyse veröffentlichte. Darin beschäftigte er sich mit den psychischen Folgewirkungen der Geburt und ebenso mit Überlegungen zum pränatalen Erleben des Fötus. Rank ging davon aus, dass die Geburt zu einem überwältigenden Angsterlebnis des Fötus führe. Er vermutete, dass dieses Trauma der Auslöser für zahlreiche spätere Ängste, u. a. die Angst vor dem weiblichen Genital, werden könne, und dass sich in Träumen, Symbolen, Mythen und Kunstwerken die Geburtsthematik nachweisen lasse. Einige Ängste führte Rank auf Erinnerungen an den Mutterleib zurück, etwa die Angst vor dem Allein-Sein in einem dunklen Raum. Er nahm weiter an, dass zumindest die späte pränatale Zeit in bestimmten Aspekten erinnert werden kann. Somit hatte Rank eine Pränatalpsychologie entwickelt, die er auf kulturelle Aspekte anwandte. Er verstand beispielsweise die christlichen Höllenvorstellungen als Folgewirkungen der „Intrauterin-Situation mit negativen Vorzeichen“.
In der Psychoanalyse sind Annahmen zum Erleben der Geburt uneinheitlich und umstritten. Freud erkannte zwar an, dass die Geburt das erste Angsterlebnis des Menschen darstelle. Allerdings habe dieses Ereignis keinen psychischen Inhalt, da der Fötus über kein Objekt verfüge. Bis heute gehen die meisten psychoanalytischen Theorien davon aus, dass sich die Objekte, das Selbst und das Bewusstsein nach der Geburt entwickeln. In der Psychoanalyse werden prä- und perinatale Themen gewöhnlich als Phantasien angesehen. Der manifest pränatale Inhalt – etwa das Schwimmen unter Wasser, der Aufenthalt in Höhlen, das Kämpfen mit Unterwassermonstern – wird dann als zeitliche Rückprojektion in die frühe Phase verstanden. Einige Psychoanalytiker nehmen aber an, dass sich ein Erleben bereits vor der Geburt entwickelt. Somit gestehen sie dem Geburtserleben eine Rolle bei postnatalen Symptombildung zu. Zu diesen Theoretikern gehören neben Rank auch Nandor Fodor, Francis J. Mott, Donald Winnicott, Gustav Hans Graber und Ludwig Janus.
Wenn bereits dem Fötus ein Erleben zugesprochen werden kann, dann macht er frühe emotional relevante Erfahrungen wie beispielsweise Wahrnehmungen in den verschiedenen Sinnesmodalitäten, Sauerstoffmangelzustände, Angstsituationen, Schmerz- und Stresserfahrungen, die erinnerungsfähig verinnerlicht werden. Unter bestimmten Umständen kann eine Geburt demnach als traumatisch verstanden werden. Mit einer wie auch immer gearteten Erinnerung an diese frühen Erlebnisse kommt das Baby zur Welt. In Psychotherapien können dann entsprechende Erinnerungen auftauchen. So beschrieb Donald W. Winnicott etwa, wie sein fünfjähriger Patient während einer Therapiesitzung auf ihm herumkletterte, durch seine Jacke kroch und zuletzt am Hosenbeinen entlang auf den Boden rutschte. Diese Szene wiederholte er immer wieder. Winnicott deutete das Spiel als Regression und als Wiederholung der Geburt. Er nahm an, dass manche Babys aufgrund von Problemen bei der Geburt (z. B. Sauerstoffmangel) ein paranoides Erleben entwickeln. Insbesondere psychosomatische Symptome (wie Kopfschmerzen, Brust- und Atembeschwerden und regelrechte Erstickungsgefühle) interpretierte er als mögliche Folgewirkungen von perinatalen Problemen. Die Konzeption eines universalen Geburtstraumas lehnte er jedoch ab.
Wichtige Impulse für die tiefenpsychologische Betrachtung der prä- und perinatalen Erlebens stammen aus der LSD-Forschung der Psychiater Hanscarl Leuner und Stanislav Grof. 1962 beschrieb Leuner in Die experimentelle Psychose die Erlebnisse seiner Patienten unter LSD-Einfluss. Ohne damals selbst eine Beziehung zu prä- oder perinatalem Erleben des Fötus herzustellen, wirken diese halluzinativen Szenen wie Reaktivierung prä- und perinataler Erlebnisse. Manche Patienten halluzinierten beispielsweise Kämpfe mit Kraken oder Spinnen, die von Pränatalpsychologen als prototypische Symbole der Plazenta verstanden werden. Ein Patient beschrieb sein Erleben unter LSD-Einfluss selbst als Geburtswehen. Er halluzinierte, wie vor ihm eine Röhre entstand, aus der ein Krake kam. Am Ende der halluzinierten Szene erlebte der Patient ein Neugeborenes, das schrie und gestillt wurde.
Grof interpretierte in Topographie des Unbewussten von 1975 das Erleben seiner Patienten im LSD-Rausch unmittelbar mit Hilfe seiner prä- und perinatalpsychologischen Konzeptionen (den sog. „perinatalen Matrizen“). Wie zahlreiche Pränatalpsychologen stellte er im Lauf seiner Theorieentwicklungen zunehmend diese Überlegungen zu Erinnerungen an die eigene Geburt in einen quasimystischen Zusammenhang mit umfassenden Weltentwürfen. Gleichwohl beeinflusste Grof die Arbeit des US-amerikanischen Sozialwissenschaftlers Lloyd deMause, der die metaphysischen Implikationen nicht übernahm. DeMause kompilierte in einem Essay von 1981 sowohl die diversen psychoanalytischen Theorieansätze zur Pränatalzeit als auch die empirischen Befunde zu den physiologischen Besonderheiten der menschlichen Ontogenese. In seinem Ansatz verbindet er Pränatalpsychologie und die Annahmen zum Erleben der eigenen Geburt. DeMause nimmt an, dass es in jeder Schwangerschaft – insbesondere gegen Ende – zu Problemen der Sauerstoffversorgung des Fötus komme. Prä- und perinatales Erleben erzeuge eine Art psychisches Skript, also eine Art Schablone, auf der die späteren Erlebnisse eingeordnet und verinnerlicht würden. Er interpretiert die Geburt nicht als reines Trauma, sondern eher als eine Art Befreiungserleben aus den Sauerstoffmangelzuständen der Zeit davor. Wie bei all den genannten Entwürfen bleibt ungeklärt, ob derartiges Erleben als universales Geschehen aufzufassen ist oder nur jeweils in Einzelfällen auftreten kann.